# Okręg wyborczy Suffolk Coastal
Okręg wyborczy Suffolk Coastal powstał w 1983 r. i wysyła do brytyjskiej Izby Gmin jednego deputowanego.

## Deputowani do brytyjskiej Izby Gmin z okręgu Suffolk Coastal
- 1983–2010 : John Gummer, Partia Konserwatywna
- 2010–2024: Thérèse Coffey, Partia Konserwatywna
- 2024–     : Jenny Riddell-Carpenter(inne języki), Partia Pracy